# Pałac w Granówku
Pałac w Granówku – zabytkowy pałac położony w zachodniej części wsi Granówko, zbudowany w latach 1820-30 z inicjatywy Jana Nepomucena Nieżychowskiego, pierwszego dyrektora Ziemstwa Kredytowego w Poznaniu. Projekt przypomina prace Davida Gilly'ego. Piętrowa budowla pokryta jest dachem czterospadowym. Od frontu posiada dwie pary kolumn jońskich. Od zachodu pałac graniczy z zabudowaniami folwarku z końca XIX w. Za pałacem rozciąga się park krajobrazowy o powierzchni 5,38 ha z zabytkowym drzewostanem m.in. paklonem o obwodzie 400 cm i jesionem o obwodzie 370 cm. Od strony południowej zachowała się brama, a przy niej pozostałości dawnej stróżówki.
W 1955 pałac wraz z ogrodzeniem i z bramą został wpisany na listę zabytków. Od 1984 ochroną jest objęty również park. W budynku mieściło się przedszkole i szkoła podstawowa. Obiekt jest opuszczony i w złym stanie technicznym.

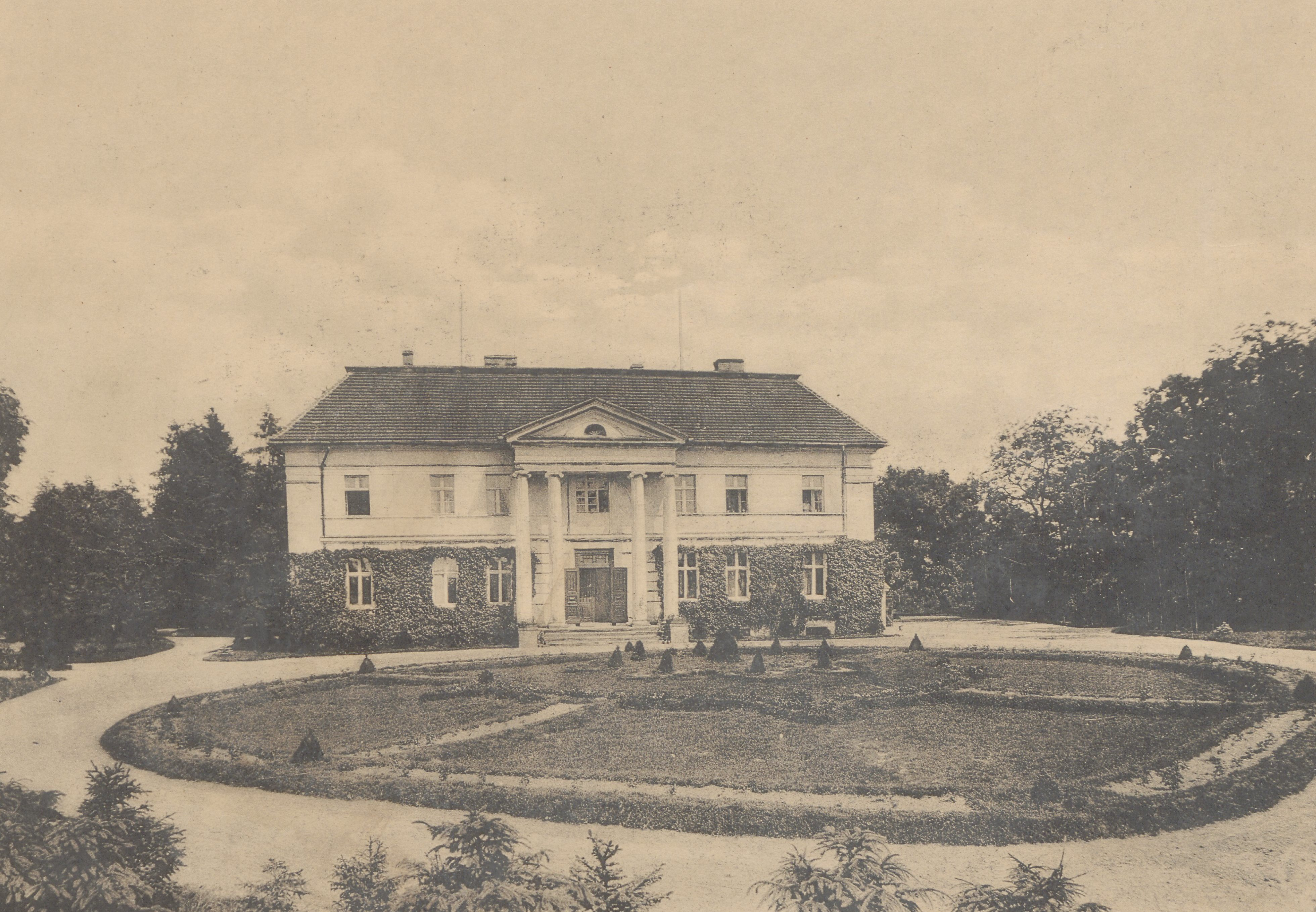
Widok pałacu przed 1912